# Роговиці (Россія)
Роговиці (рос. Роговицы) — присілок у Волосовському районі Ленінградської області Російської Федерації.
Населення становить 96 осіб. Належить до муніципального утворення Калитинське сільське поселення.

## Історія
Від 1 серпня 1927 року належить до Ленінградської області.

## Населення
| 2007 | 2010 | 2013 | 2017 |
| ---- | ---- | ---- | ---- |
| 61   | ↗93  | ↘64  | ↗96  |